# Ensoph
Ensoph — итальянская музыкальная группа, исполняющая свою музыку в направлении авангардного метала.

## Состав

### Настоящий состав
- N-Ikonoclast — вокал, экстрим-вокал
- Xraphжl — гитара, акустическая гитара, программирование
- KKTZ — бас
- Anna — флейта
- Next-X@nctum — клавишные, пианино, аккордеон
- Xenos — ударные (также участвует в проекте De Monarchia вместе с участником Evol Джордано Бруно)

### Бывшие участники
- Patrizia — женский воал
- Mahavira — мужской вокал

## Дискография
- 1998 — Les Confessions Du Mat (мини-альбом)
- 2000 — Ananke or The Spiral -Trinity Beyond Alfa & Omega (демо)
- 2001 — Bleeding Womb of Ananke - Il Sangue El'inchiostro Di Fredegisio
- 2002 — Sophia - An Apocryphal Prophecy (демо)
- 2004 — Opus Dementiae - Per Speculum Et In Aenigmate
- 2006 — Project X-Katon
- 2009 — Rex Mundi X-Ile